# Libération
Libération is een Frans dagblad van overwegend linkse signatuur. Het is opgericht in 1973 door Jean-Paul Sartre, Serge July, Philippe Gavi en Bernard Lallement. De hoofdzetel bevindt zich in Parijs.